# Fils de Chine

Fils de Chine est une bande dessinée écrite par Roger Lécureux et dessinée par Paul Gillon, publiée d'octobre 1950 à décembre 1953 dans Vaillant, l'hebdomadaire jeunesse du Parti communiste français.
Récit de la Longue Marche de Mao Zedong, un événement fondateur de la mythologie du Parti communiste chinois, telle que vécue par Tao, un adolescent chinois de fiction, Fils de Chine est, malgré le caractère fantaisiste de la plupart de ses détails, un classique de la bande dessinée réaliste française.